# Leontinoi
Leontinoi (in greco antico: Λεοντῖνοι?, in latino: Leontini) fu un'influente polis della Sicilia greca. Di origine sicula, fu fondata nel 729 a.C. da Calcidesi provenienti dalla colonia euboica di Naxos, posta poco più a nord, che cacciarono gli indigeni Siculi e ne grecizzarono il nome. Paràsemon della città fu il leone (lo stesso del mito di Eracle), simbolo del dio Apollo e che viene rappresentato anche nelle dracme coniate nella città.

## Il mito
I primi mitici abitatori dei campi leontini sarebbero stati i Lestrigoni. L'agricoltura fu introdotta dalla dea Demetra, che avrebbe sposato Sicano. Dalla coppia sarebbe poi nata Persefone, fanciulla bellissima, rapita poi da Ade nei pressi del Bevaio (Lago Biviere).
Ercole Tirio, capo dei Fenici, sconfisse i Sicani; pare anche che dal leone ucciso dall'eroe fenicio derivi Leonzio, altro nome della città.
A seguito di terribili eruzioni dell'Etna, i Sicani si ritirarono a occidente dell'isola. L'area venne successivamente ripopolata dai Siculi, guidati dall'eroe Siculo, dal quale prese anche nome l'intera isola.
I Siculi entrarono in guerra con i Sicani. Stanchi del lungo conflitto, i due popoli si affidarono a Xuto, uomo saggio ed equo. Da lui la regione prese nome di Xutia.

## Storia del sito

### Epoca pregreca
Il periodo antecedente la colonizzazione greca di Leontinoi è oscuro. Delle civiltà preelleniche rimangono i ritrovamenti nelle zone archeologiche, in particolare grotte murate e capanne del tipo italico.
Popolazioni di varia origine avevano occupato le colline: tra queste i Siculi. Essi passarono dall'Italia in Sicilia. Giunti sull'isola cacciarono i Sicani verso occidente. I Siculi si stanziarono sul colle di Metapiccola, dando origine ad un insediamento che gli studiosi hanno identificato con la mitica Xouthia. La loro economia si basava sull'agricoltura, ma anche sulla pesca e sul commercio, esercitato attraverso lo scalo di Castelluccio.
Contemporaneamente, sui colli circostanti continuavano a vivere popoli indigeni, che sembrano aver mantenuto con i Siculi rapporti amichevoli e che continuarono ad occupare la stessa zona anche quando dei Siculi si persero le tracce. Sono queste le genti che i Calcidesi trovano sul colle di San Mauro nel 729 a.C. o, come è più probabile, nel 751-750 a.C.

### Epoca greca

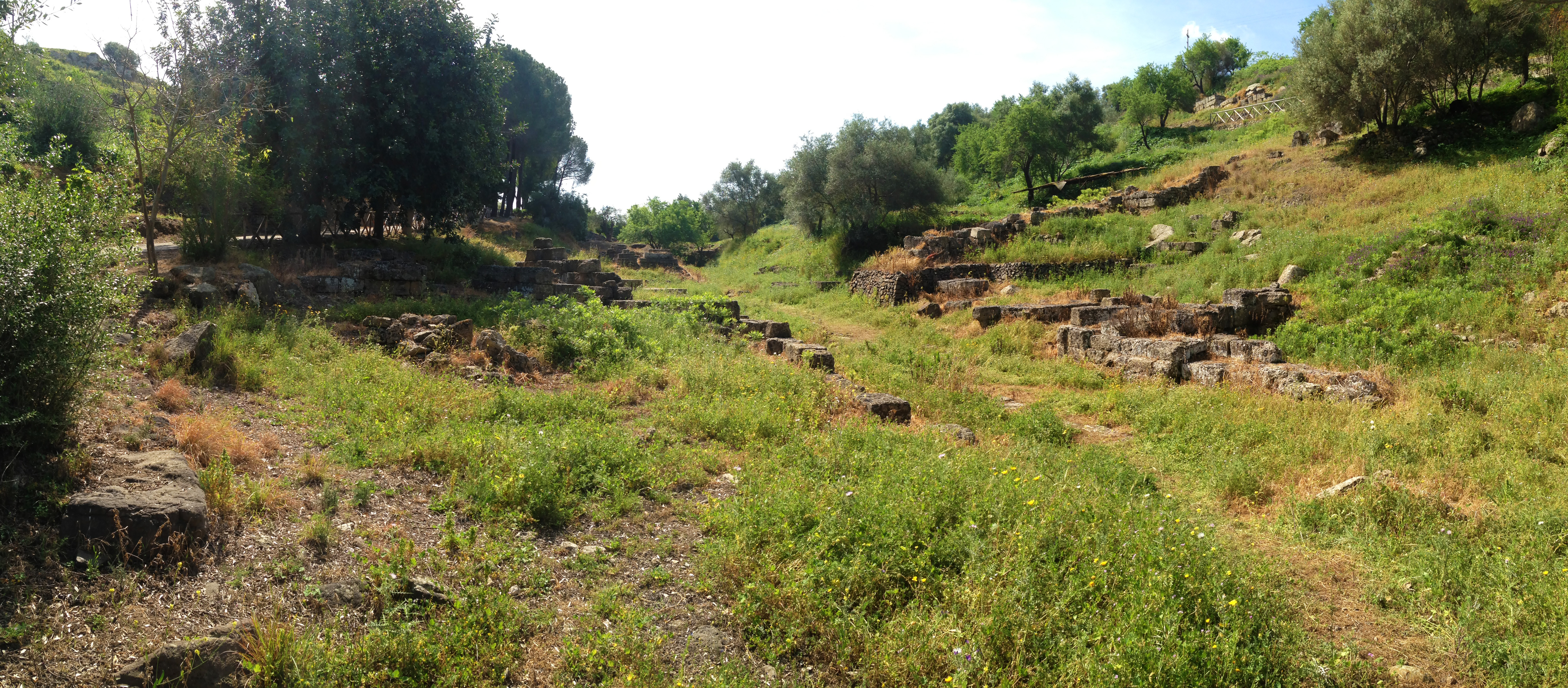
Ingresso sud di Leontinoi

Secondo Tucidide, Leontini fu fondata da coloni greci di Calcide sotto la guida dell’ateniese Teocle, che occuparono le colline a sud della ricca piana alluvionale del Simeto.
Dapprima i Calcidesi coabitarono con gli indigeni, ma poi, con la collaborazione dei Megaresi, li cacciarono dal San Mauro, costringendoli ad insediarsi sui colli circostanti, fino al definitivo assorbimento. L'agricoltura, in particolare la coltivazione dell'orzo, che ritroviamo nelle rappresentazioni monetali, e l'allevamento dei cavalli furono le attività economiche prevalenti, e che determinavano lo status sociale della classe dominante, gli hippeis (i cavalieri). A questa classe appartiene il primo tiranno della storia siciliana, Panezio, che, sul finire del VII secolo a.C., approfittando della guerra per motivi di confine con Megara Hyblaea, prese il potere a Leontini.

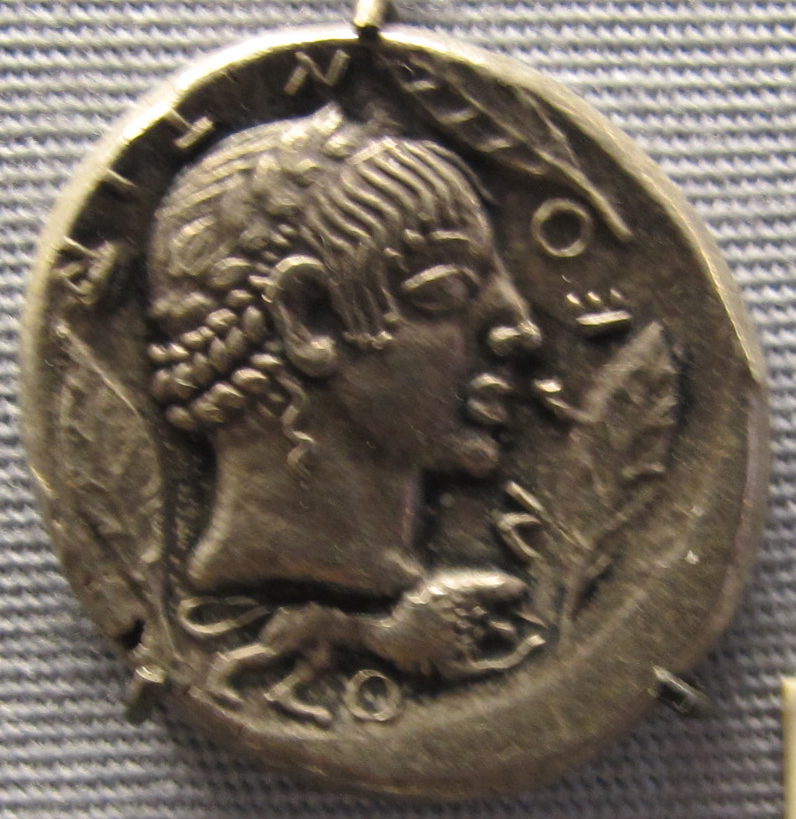
Tetradracma di Leontinoi, 480 a.C.

La città, che fu diretta per molto tempo da un regime oligarchico, ebbe molto presto un grande sviluppo ed uscendo dai ristretti limiti del San Mauro, occupò i colli circostanti e fondò nuove colonie (Euboia). La ricchezza della città, molto florida sia dal punto di vista agricolo che da quello commerciale, suscitò ben presto gli appetiti dei vari potenti che si contendevano il dominio della Sicilia in questo periodo.
Attaccata ed occupata da Ippocrate di Gela nel 494 a.C., Leontini perse l'indipendenza e venne costretta ad entrare in un'alleanza militare, prima sotto il controllo di Gela (che vi insedia Enesidemo), e poi di Syrakousai, che la trasformò in una piazzaforte militare per il controllo del territorio. Nel 476 a.C., Gerone I, tiranno di Siracusa, deportò a Leontini gli abitanti di Naxos e di Katane, dopo averli scacciati dalle loro città. La fine della dinastia dei Dinomenidi, con Trasibulo di Siracusa, riportò a Leontini la libertà, che venne però minacciata nuovamente dall'avventura di Ducezio che nella zona dei Palici cercò di realizzare un suo dominio personale sul modello degli stati tirannici greci.
Circondata da ogni parte da nemici, Leontini si alleò con Atene intorno alla metà del V secolo a.C. Di fronte alle azioni di Siracusa, che non nasconde le sue mire di dominio su tutta la Sicilia, nel 433 a.C. l'alleanza venne rinnovata. Nel 427 a.C., un'ambasceria, guidata dal retore leontino Gorgia, venne inviata ad Atene a perorare la causa degli alleati (le città Calcidesi di Camarina e Rhegion) contro Siracusa.
La novità del suo eloquio, che avvince gli ascoltatori, ma anche gli interessi che Atene ha nell'isola, convincono la città greca ad intervenire militarmente in Sicilia. Le vicende della guerra sono alterne e si concludono con il congresso di Gela (424 a.C.), nel quale si stabilisce l'indipendenza delle varie città siceliote, l'estromissione di Atene dalla Sicilia, e di fatto la supremazia di Siracusa. A Leontini la fine della guerra non porta la pace. Si riaccendono, infatti, subito le lotte tra aristocratici, legati a Siracusa, e democratici, legati ad Atene. Questi ultimi chiedono la ridistribuzione delle terre e l'allargamento del diritto di voto, con la concessione dei diritti politici a molti nuovi cittadini. Per non essere costretti a cedere una parte del loro potere, gli aristocratici si rivolgono a Siracusa, che interviene immediatamente.
I democratici vengono espulsi e si disperdono in varie parti della Sicilia, i nobili si trasferiscono a Siracusa, della quale ottengono la cittadinanza. Ad impedire che in futuro ci siano sorprese, le fortificazioni vengono distrutte. Il territorio viene inglobato nella chora (retroterra) di Siracusa e Leontini resta priva di abitanti, tranne i lavoratori servili alle dipendenze degli aristocratici. Dopo qualche anno, però, i nobili, non contenti del trattamento che riserva loro la nuova patria, fanno ritorno in città ed alleatisi con i democratici fanno scorrerie contro i Siracusani dal quartiere fortificato di Foceas e dalla fortezza di Brikinnia.
La nuova situazione, che vede i democratici alla riscossa, spinge Atene ad intervenire in favore degli antichi alleati. Infatti, risponde positivamente alle richieste di aiuto che vengono formulate da Segesta, nella guerra contro Selinunte, alleata di Siracusa, e dagli esuli Leontini, che chiedono di essere riammessi nella loro città. Ha inizio così la seconda spedizione ateniese che finisce con la sconfitta definitiva di Atene, la quale, battuta nella Battaglia del fiume Assinaro (413 a.C.), vede il proprio esercito lasciato morire di fame e di stenti nelle latomie, mentre Leontini vede svanire ancora una volta il sogno della libertà. Ad accentuare lo stato di sudditanza nei confronti di Siracusa, di lì a poco la città viene occupata dai cittadini di Akragas, duecentomila persone (406 a.C.), e subito dopo dagli abitanti di Gela e di Camarina, alleati di Siracusa nella guerra contro Cartagine.

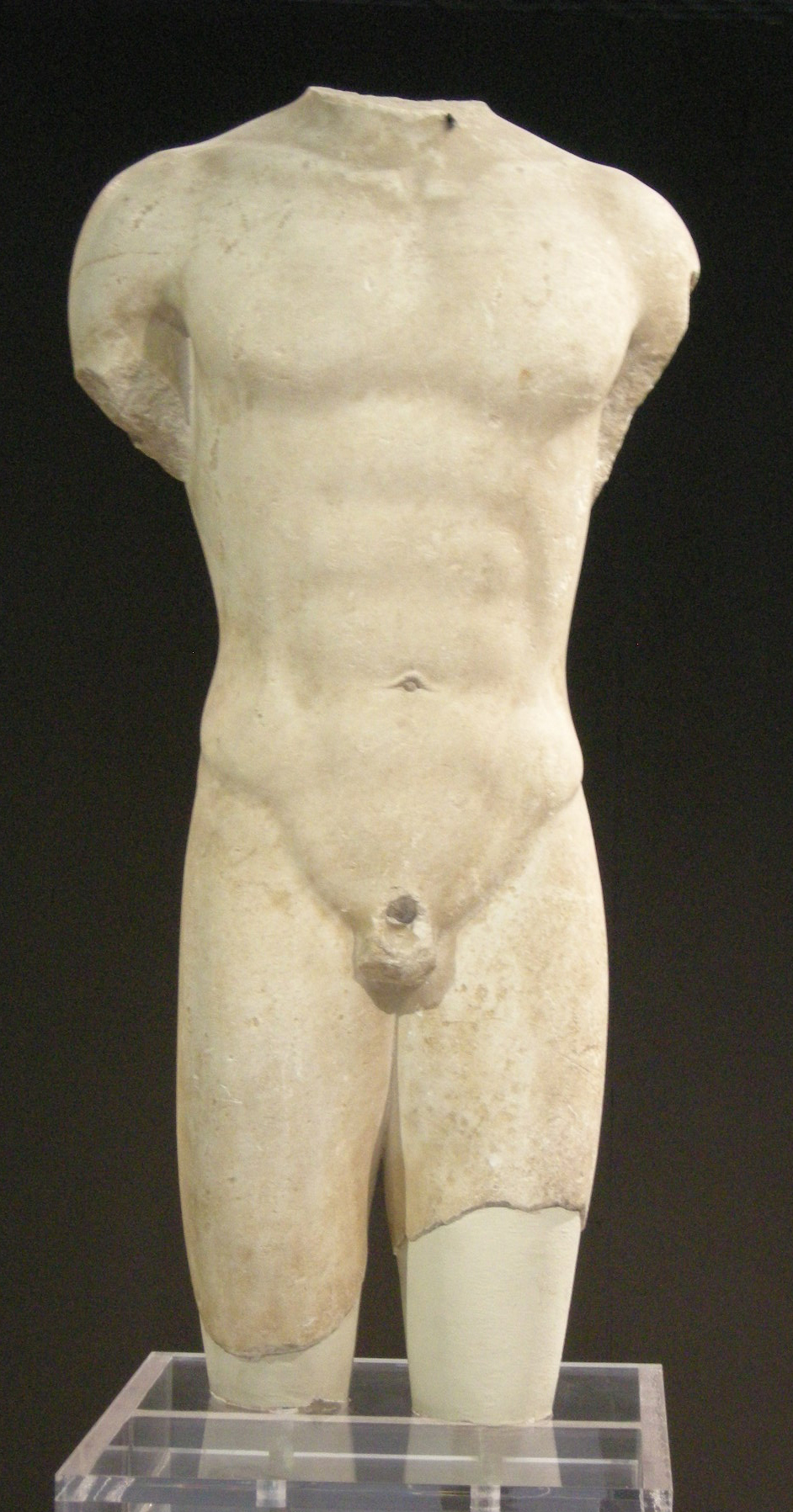
Il kouros da Leontini

La fine della guerra, con la sconfitta di Siracusa, porta all'autonomia di Leontini, che dopo tanto tempo si ritrova libera dalla potente vicina. L'indipendenza dura poco. Infatti, alla partenza dei Cartaginesi dalla Sicilia, Dionisio I, da poco divenuto tiranno di Siracusa, la riconquista e deporta ancora una volta gli abitanti a Siracusa. La città si trasforma e diventa nello schema siracusano semplicemente una città magazzino, in cui conservare provviste per la guerra nei depositi a tal uopo costruiti. Alla fine della guerra, non potendo pagare i mercenari, Dionisio cede loro la città in cambio degli stipendi arretrati.
Nelle lotte che si scatenano a Siracusa per il potere tra Dionisio e Dione, Leontini parteggia per quest'ultimo e viene coinvolta fino ad essere occupata parzialmente da Filisto, generale di Dionisio. Nel periodo successivo, che vede il dissidio tra il corinzio Timoleonte ed Iceta, generale siracusano, Leontini prende le parti del secondo. La sconfitta di Iceta si porta dietro per Leontini ancora una volta lo spopolamento e la deportazione a Siracusa dei cittadini di parte popolare. Durante il regno di Agatocle, Leontini passa da una fase di appoggio al monarca siracusano all'alleanza con i Cartaginesi. Agatocle, al ritorno dall'Africa dove aveva portato la guerra, per punirla del tradimento ne massacra i dirigenti politici ed i loro seguaci. Durante l'intervento in Italia di Pirro, Leontini assieme a Siracusa e ad Akragas chiama il re epirota in aiuto contro Cartagine. In quella occasione, il tiranno di Leontini, Eraclide, offre a Pirro la città con i castelli ed un contingente di quattromila soldati e cinquecento cavalli (278 a.C.)
La partenza di Pirro dalla Sicilia lascia Leontini saldamente in mano di Siracusa. Durante la Prima guerra punica gode di un periodo di pace, inserita com'è nell'alleanza cui l'ha costretta il signore di Siracusa, Ierone II, che riesce a non restare coinvolto nella lotta tra Roma e Cartagine, barcamenandosi tra l'una e l'altra potenza. La morte di Ierone e l'ascesa al trono di Geronimo, suo nipote, che nella Seconda guerra punica parteggia per Cartagine, rappresentano l'ultimo atto dell'esistenza di Leontini. Geronimo, giovane di sedici anni, si reca con l'esercito e con il tesoro regio a Leontini, ai confini della provincia romana, per procedere alle operazioni di guerra. Quivi giunto, però, cade vittima di una congiura ordita dal partito filoromano. Infatti, mentre si sta recando in piazza per una via stretta, Geronimo viene circondato dai congiurati e trafitto a colpi di pugnale. Leontini, abbandonata dai congiurati, diventa poco dopo la base delle operazioni dei filocartaginesi, espulsi da Siracusa. Costoro attaccano e distruggono un reparto romano e Roma chiede l'allontanamento dei Cartaginesi. La risposta sprezzante dei Leontini, che sperano nell'aiuto di Annibale che in Italia sta portando un duro attacco alle forze romane, provoca l'intervento armato dei Romani. Attaccata da tutte le parti, distrutte le mura, la città soccombe (214 a.C.).
Leontini entra nell'orbita di Roma e perde definitivamente la sua autonomia.

### Epoca romana
Poche e scarne le notizie relative a Leontini sotto il dominio di Roma. Inquadrata in primo momento tra le città decumane, sottoposte al pagamento della decima parte del raccolto, si trasforma a poco a poco in città censoria, il cui territorio viene dato in affitto a cittadini di altre città dietro pagamento di un canone prestabilito. Alla fine del I secolo a.C. il territorio di Leontini viene usato per i donativi agli alleati dei triumvirato.
La città entra in un periodo di grande decadenza, scompare praticamente come città, mentre la popolazione preferisce trasferirsi nelle campagne e nelle fattorie sparse nel territorio. Quasi del tutto assenti le notizie relative alla città in periodo imperiale. Le poche informazioni giunte fino a noi sono inserite nel contesto delle vicende dei santi martiri Alfio, Filadelfo e Cirino, chiaramente veritiere e di grande culto. Secondo la tradizione, la chiesa leontina è una delle prime ad affermare che Maria è madre di Dio, prima che questa verità di fede venga ufficialmente proclamata dal concilio di Efeso (431 d.C.).

### La riscoperta tra studi e scavi

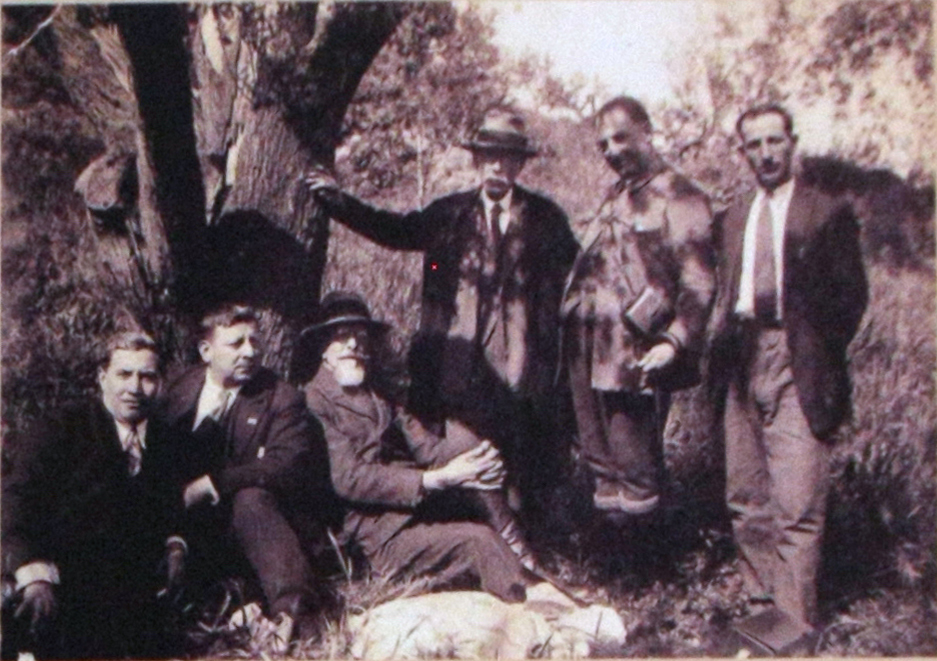
Paolo Orsi, R Carta, R Santapaola in una foto degli anni 30

Dopo un secolare abbandono del sito, torna l'interesse per la storia del luogo grazie ai primi studi favoriti da vari studiosi. Le prime indicazioni sull'antica Leontinoi provengono da C.M. Arezzo (1527), Tommaso Fazello (1558), L. Alberti (1561), Francesco Maurolico (1562) e Filippo Cluverio (1619). Nel XVIII secolo Vito Amico identificò la valle S. Mauro come l'agorà e la Valle S. Eligio come sede dell'antico fiume Lisso. Nel 1781 Ignazio Paternò Castello evidenzia lo stato di decadenza della città. Nel 1874 Julius Schubring studiando il testo di Polibio sulla città ne identifica la struttura assieme alla strada citata anche da Tito Livio per la morte di Geronimo nel 215 a.C.

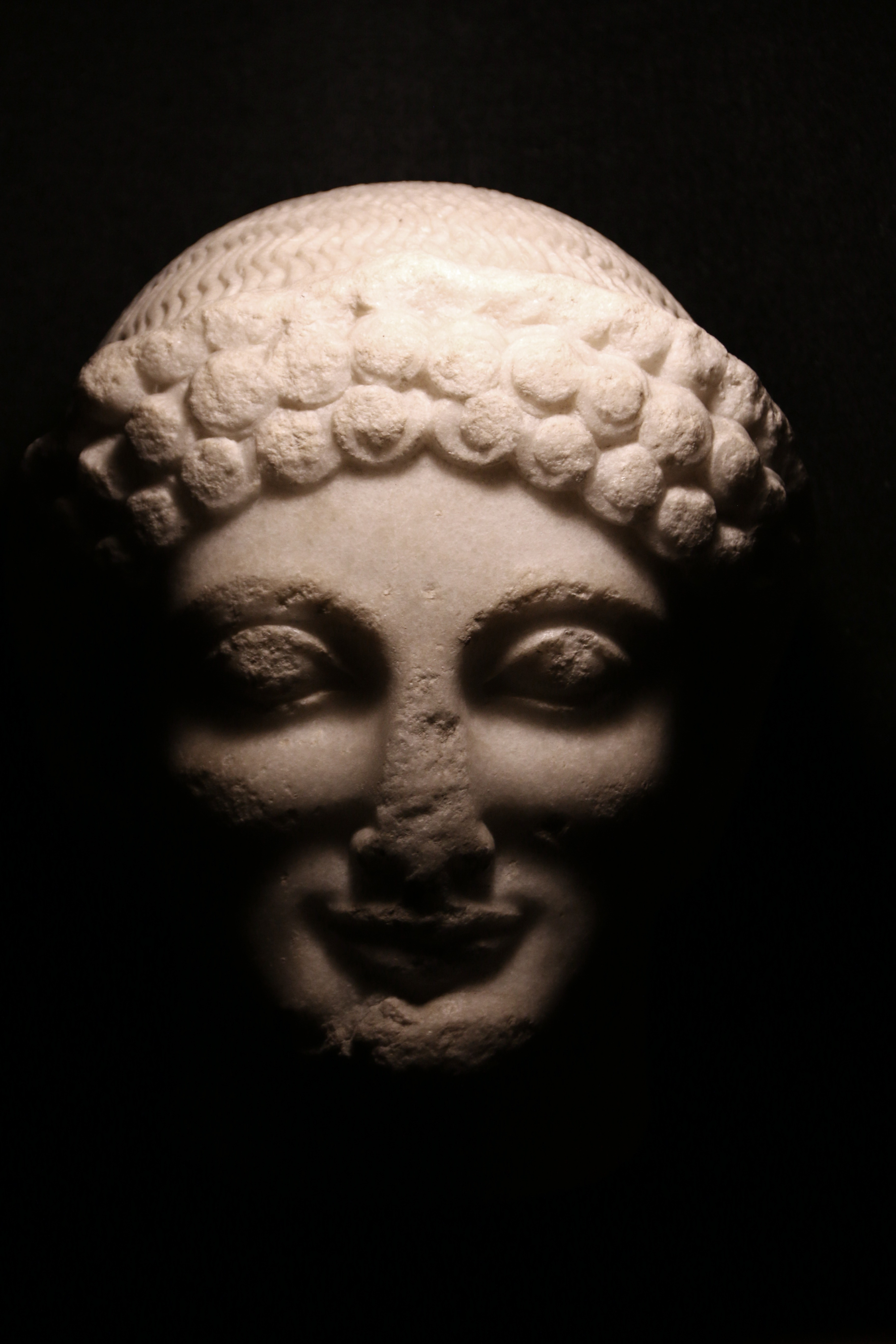
La testa del kouros della collezione Biscari

Le prime segnalazioni in merito alle necropoli di Leontinoi risalgono al 1879 ad opera di Giuseppe Fiorelli, con tombe nella zona nord di Lentini. Nel 1884 Francesco Saverio Cavallari rinviene un ipogeo cristiano e nel 1887 una necropoli sicula nella Valle Ruccia. Nel 1891 il Columba presenta uno studio sulla topografia della città con un rilievo del Castellaccio.
Le ricerche effettuate misero in evidenza l'esigenza di mettere ordine al patrimonio per bloccare i traffici illeciti di materiali verso collezioni private. Lo stesso Paolo Orsi evidenzia questo problema suggerendo già nel 1884 la fondazione di un museo archeologico. Sono proprio gli studi di Paolo Orsi a dare impulso alle ricerche tramite gli scavi condotti in varie parti del sito. Nel 1902 viene ritrovato il kouros di Lentini, oggi al Paolo Orsi cui viene associata la testa della collezione Biscari. Nel 1925 lo Ziegler pubblica una sintesi sulle conoscenze di Lentini.
Gli scavi riprendono nel 1940 con Pietro Griffo presso le fortificazioni del S. Mauro e ulteriori indagini relative alla topografia. Dal 1950 al 1955 viene messa in luce la porta sud (la cosiddetta porta siracusana) e viene esplorata la necropoli esterna. Ulteriori ricerche di Adamesteanu e Rizza mettono in luce altre strutture. Mentre nel 1960 viene rinvenuta casualmente una stipe votiva ad ovest del colle della Metapiccola. Nel 1965 vengono scoperti dei blocchi in Piazza Vittorio Veneto, nel 1971 e nel 1974 vengono esplorate delle tombe presso la Valle di S. Eligio, e nel 1977-78 si riprende l'esplorazione della necropoli di contrada Piscitello.
Nel 1980 in contrada Crocifisso viene riportata alla luce un'abitazione che rispecchia le descrizioni di Polibio. Tra il 1981-82 le ricerche vengono effettuale a sud della porta meridionale in contrada Pozzanghera, mettendo in luce delle tombe di età arcaica sino a quella ellenistica. Si prosegue con scavi nel 1986 sul colle Metapiccola, nel 1987 sul Castellaccio da cui emergono anche le strutture murarie della porta nord. Gli scavi sono proseguiti su varie aree sino al 1989, poi nel 1993 in Piazza Umberto è stata rinvenuta una necropoli musulmana sopra a quella greco-arcaica, sino ad arrivare agli ultimi anni con ulteriori aggiornamenti.

## Il sito
(Polibio, Historiae 7,6. 1-6)
Il sito di Leontinoi è stretto tra Carlentini a sud e Lentini a nord. L'area dell'agorà si trova in una vallata circondata a sud est dal colle della Metapiccola e a sud ovest dal colle San Mauro. Mentre a nord vi è l'area del Castellaccio. Il parco archeologico copre parzialmente l'intera estensione dell'antica città ed è accessibile da sud, con ingresso dalla porta siracusana, una porta a tenaglia di cui sono ben visibili i tratti murari. 

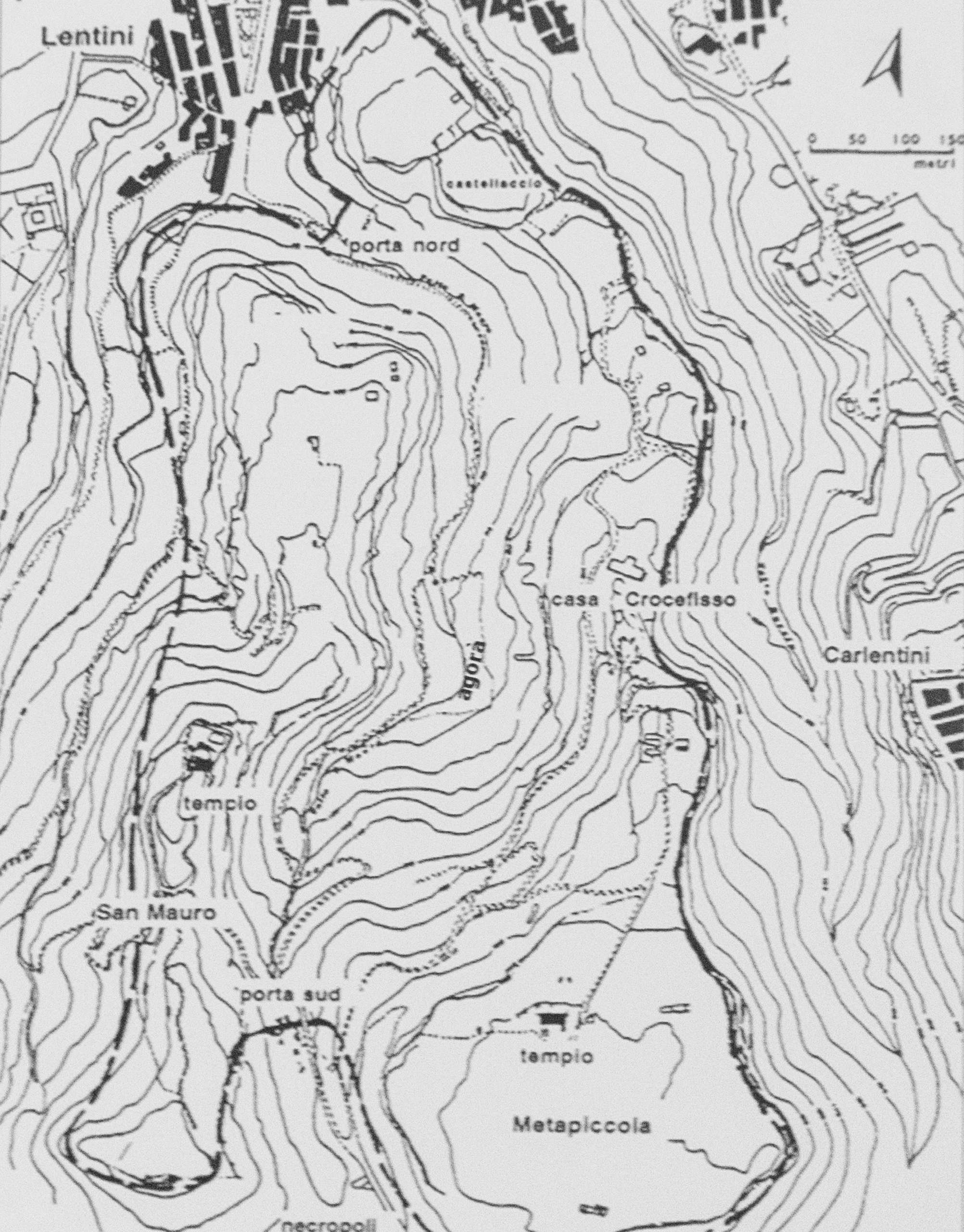
Mappa di Leontinoi

Sull'ingresso sono rintracciabili anche dei monumenti funerari e delle vicine necropoli del IV e III sec a.C. Le prime tombe di questa zona risalgono al VI sec a.C. L'agorà si trova al centro della vallata.

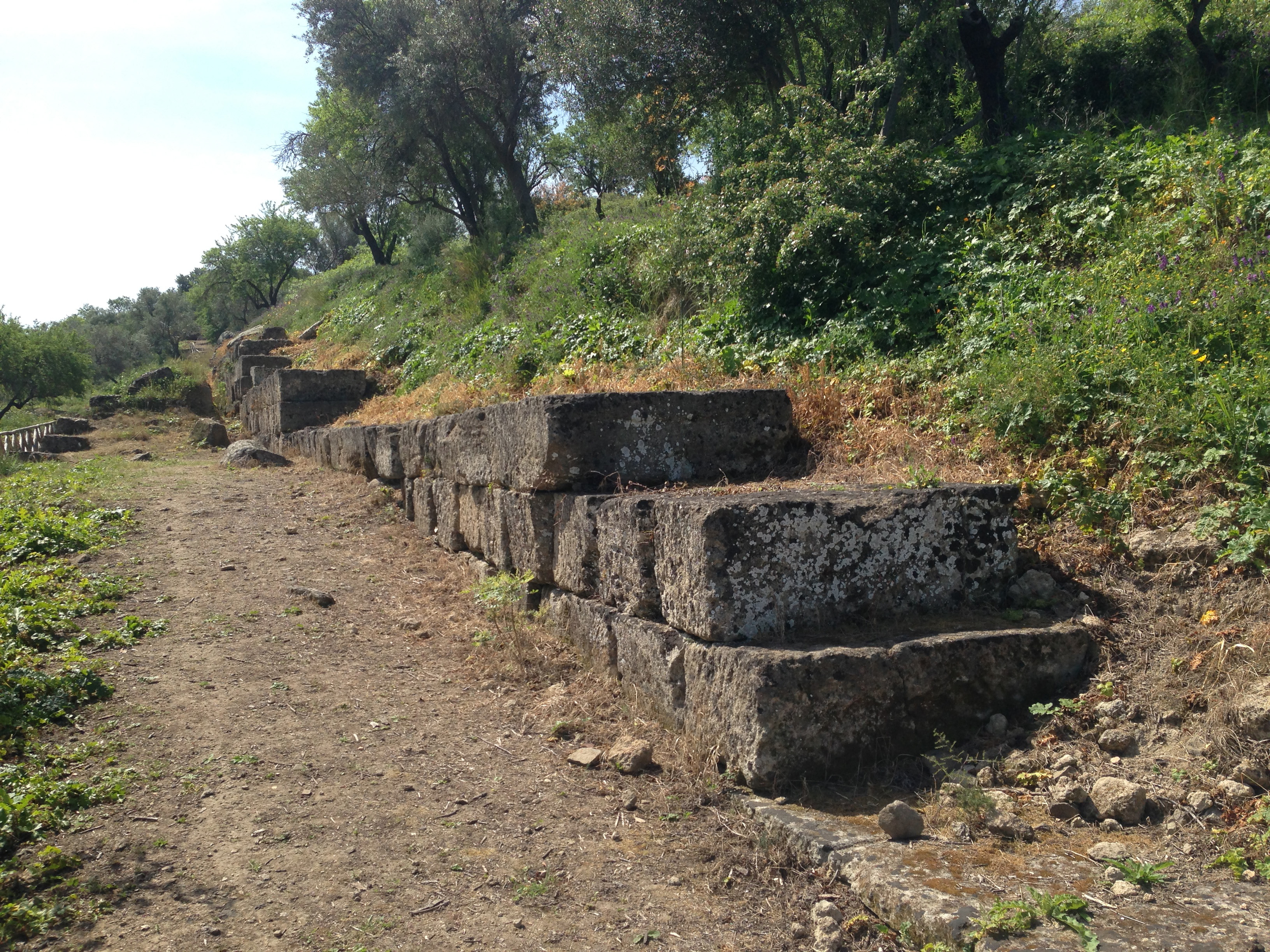
Le fortificazioni arcaiche sul monte S. Mauro

Sul colle della Metapiccola è presente un villaggio preistorico identificato con l'antica Xouthia. Gli scavi hanno evidenziato la presenza di capanne rettangolari col basamento infossato. Le capanne erano di legno, difatti sono visibili anche i segni dei pali sul terreno.

### La cinta muraria
La cinta muraria ha un andamento complesso e mostra quattro interventi costruttivi. La più antica risale al VII sec a.C. e circondava solo l'acropoli, sono emersi dei tratti sul lato est del colle S. Mauro con incisioni che distinguono la cava di estrazione.
La seconda cinta è degli inizi del VI sec a.C. e dal fondovalle risaliva sino al colle della Metapiccola. La fortificazione ben visibile a piccoli blocchi presenta una torre circolare. Un restauro delle mura avvenne nel III sec a.C. durante la guerra tra Roma e Siracusa.